# Suzanne Kang Gyeong-bok
Kang Gyeong-bok (hangeul : 강경복 ; hanja : 姜景福) puis Suzanne Kang Gyeong-bok (강경복 수산나) est une laïque chrétienne coréenne, martyre, née en 1762 en Corée, morte décapitée le 2 juillet 1801 à Séoul.
Son martyre est reconnu par l'Église catholique, elle est appelée vénérable. Elle est ensuite béatifiée par le pape François le 16 août 2014.
La bienheureuse Suzanne Kang Gyeong-bok est fêtée personnellement le 2 juillet, et le 20 septembre avec les martyrs de Corée.

## Biographie
Kang Gyeong-bok naît en Corée en 1762,. Elle est issue d'un famille coréenne ordinaire.
Elle devient une dame de la cour, et reste célibataire. Elle vit au « Yangjegung » ou « Pyegung », qui est le lieu de vie des membres de la famille royale qui sont renvoyés du palais. Les propriétaires du « Yangjegung » sont Marie Song et sa belle-fille Marie Sin, qui croient au catholicisme depuis de nombreuses années. À partir de 1795, elles ont des contacts fréquents avec le père Jacques Zhou Wen-mo et avec la catéchiste Colombe Kang Wan-suk.
Vers 1798, Kang Gyeong-bok est appelée chez son hôtesse, Marie Song, qui lui explique la religion catholique et l'incite à croire en Dieu. Elle apprend alors le catéchisme avec d'autres femmes de la cour, et elle le pratique avec zèle. Elle va souvent dans la maison de Colombe Kang avec d'autres femmes de la cour pour assister à la messe célébrée par le père Jacques Zhou. Elle y écoute aussi les conférences sur le catéchisme. Elle est baptisée et reçoit le nom chrétien de « Suzanne ». Elle pratique fidèlement la foi catholique.
Pendant la persécution de 1801, le père Jacques Zhou s'échappe à Yangjegung. Susan Kang, qui rend visite à sa mère, apprend que la police recherche des catholiques, se précipite alors à Yangjegung pour prévenir le père Zhou qui peut s'échapper de nouveau. Suzanne Kang quitte elle aussi la maison pour aller ailleurs.
Elle est tout de même arrêtée peu après et emmenée au siège de la police à Séoul, où elle est aussitôt interrogée et torturée. Elle n'y cède pas, et affirme au contraire son attachement au catholicisme.
Transférée ensuite à la Cour suprême, elle y est de nouveau interrogée et cruellement torturée. Sous le coup de la torture, vaincue par la faiblesse, elle dit alors qu'elle ne croira plus en la religion catholique. Envoyée au ministère de la Justice en raison de son revirement, elle se repent de sa faiblesse temporaire et retrouve sa détermination à professer de nouveau sa foi en Dieu. On veut la forcer à dire où se trouve le père Zhou et à renoncer à sa religion, mais en vain. Elle résiste et se dit prête à mourir pour Dieu.
Suzanne Kang Gyeong-bok est condamnée à mort et décapitée le 2 juillet 1801 à Séoul, à la Petite porte de l'Ouest,, en même temps que Colombe Kang Wan-suk et sept autres croyants.

## Béatification
Suzanne Kang Gyeong-bok est reconnue martyre par décret du Saint-Siège du 7 février 2014 et ainsi proclamée vénérable.
Elle est ensuite béatifiée le 15 août 2014 par le pape François avec 123 autres martyrs de Corée.
La bienheureuse Suzanne Kang Gyeong-bok est fêtée localement le 2 juillet, jour anniversaire de sa mort, et le 20 septembre, jour de commémoration des martyrs de Corée.